# Neasden
Neasden – naziemna stacja metra w Londynie, położona w dzielnicy Brent. Została otwarta w 1880 jako część Metropolitan Line, której pociągi zatrzymywały się na niej do 1940 (obecnie przejeżdżają bez zatrzymania). W latach 1939–1979 leżała na trasie Bakerloo Line, a następnie została włączona do Jubilee Line. Rocznie korzysta z niej ok. 3,3 mln pasażerów. Należy do trzeciej strefy biletowej.